# Серокі (Мазовецьке воєводство)
Серокі (пол. Seroki) — село в Польщі, у гміні Лютоцин Журомінського повіту Мазовецького воєводства.
Населення — 315 осіб (2011).
У 1975-1998 роках село належало до Цехановського воєводства.

## Демографія
Демографічна структура станом на 31 березня 2011 року:
|          | Загалом | Допрацездатний вік | Працездатний вік | Постпрацездатний вік |
| -------- | ------- | ------------------ | ---------------- | -------------------- |
| Чоловіки | 158     | 31                 | 100              | 27                   |
| Жінки    | 157     | 27                 | 88               | 42                   |
| Разом    | 315     | 58                 | 188              | 69                   |